# Viola megapolitana
Viola megapolitana är en violväxtart som beskrevs av Prahl. Viola megapolitana ingår i släktet violer, och familjen violväxter. Inga underarter finns listade i Catalogue of Life.